# Малый Букер
«Малый Букер» — литературная премия России, которая вручалась с целью выявлять и поощрять наиболее интересные и актуальные тенденции литературной жизни России.
Учреждена в 1992 году Фрэнсисом Грином и вручалась в рамках литературной премии «Русский Букер». В 2000 году премия была переучереждена как самостоятельная премия и вручалась на книжной ярмарке non-fiction, представляющей литературу вольных жанров. С 2002 года премия больше не присуждается. Учредитель премии Фрэнсис Грин — сын английского писателя Грэма Грина, до 2000 года спонсировал премию анонимно. Премиальный фонд премии пополнялся за счет средств от продажи переводов книг Грэма Грина.

## Номинации и лауреаты
Номинации премии менялись ежегодно
- 1992 — за лучший журнал литературных дебютов — Журналы  «Вестник новой литературы» (Санкт-Петербург), «Соло» (Москва)
- 1993 — автору лучшего сборника рассказов года — Виктор Пелевин «Синий фонарь»
- 1994 — за лучший российский провинциальный журнал — Журнал «Волга» (Саратов)
- 1995 — за лучший русскоязычный литературный журнал ближнего зарубежья — Журналы «Родник» (Рига), «Идиот» (Витебск)
- 1996 — автору лучшего дебюта в прозе — Сергей Гандлевский «Трепанация черепа»
- 1997 — автору книги, посвященной историко-философскому исследованию русской литературы — Михаил Гаспаров «Избранные статьи», Александр Гольдштейн «Расставание с Нарциссом»
- 1998 — автору мемуарной и автобиографической прозы, посвященной литературной жизни России — Эмма Герштейн «Мемуары», Михаил Безродный «Конец цитаты»
- 1999 — автору книги эссе, внесшей значительный вклад в развитие жанра — Владимир Бибихин «Новый Ренессанс»
- 2000 — за литературный проект — Фонд «Юрятин» (Пермь)
- 2001 — за перевод романа — Виктор Голышев перевод романа Иэна Макьюэна «Амстердам»

## Общественный совет премии
- Фрэнсис Грин
- Николай Александров (радио «Эхо Москвы»)
- Александр Гаврилов (газета «Экслибрис»)
- Александр Иванов (изд-во «Ад-Маргинем»)
- Дмитрий Пригов
- Наталья Перова (журнал «Глас»)
- Илья Кукулин (Ex Libris)